# اسکار باررنا
اسکار باررنا (اسپانیایی: Óscar Barrena‎؛ زادهٔ ۲۲ اکتبر ۱۹۶۶) بازیکن هاکی روی چمن اهل اسپانیا بود.
وی در مسابقات کشوری و بین‌المللی در مجموع برندهٔ ۱ مدال نقره شده‌است.